# Alexandre Ryder
Pour les articles homonymes, voir Ryder.
Alexandre Ryder, né le 13 août 1891 à Bedzin (Pologne) et mort le 25 août 1966 à Saint-Germain-en-Laye (Yvelines), est un réalisateur et scénariste français.

## Biographie
Né le 13 août 1891 à Bedzin en Pologne, Alexandre Ryder est naturalisé français en 1947. 

## Filmographie

### comme réalisateur
- 1920 : Le Piège de l'amour
- 1921 : Rose de Nice
- 1923 : Le Double
- 1925 : La Femme aux yeux fermés
- 1925 : Comment j'ai tué mon enfant
- 1926 : Le Criminel[2],[3]
- 1928 : La Grande Épreuve
- 1930 : Le Défenseur
- 1931 : Un soir, au front
- 1931 : La Ronde des heures
- 1932 : L'Âne de Buridan
- 1933 : Faut réparer Sophie
- 1935 : Les Hommes oubliés
- 1936 : Le Nouveau Testament de Sacha Guitry, collaboration à la réalisation
- 1938 : Mirages  (autres titres : Si tu m'aimes ou Mirages de Paris)
- 1940 : Après Mein Kampf, mes crimes
- 1949 : La Ronde des heures

### comme scénariste
- 1949 : La Ronde des heures